# Bert McCracken
Robert Edward „Bert” McCracken (ur. 25 lutego 1982) – wokalista grupy The Used.

## Dzieciństwo
Bert urodził się w Orem w Utah w mormońskiej rodzinie. Ma młodszego brata, Josepha Taylora. Do tworzenia muzyki zainspirowała go twórczość Michaela Jacksona. Jako nastolatek grał w jednej z lokalnych grup muzycznych. Jego życie zmieniło się, gdy na jeden z występów przybył ówczesny skład grupy The Used. Po wysłuchaniu paru piosenek chłopaki zaproponowali Bertowi przyłączenie do zespołu. Wkrótce po tym zdarzeniu rodzice Berta wyrzucili go z domu, ze względu na łamanie mormońskich zasad. Chłopak tułał się po ulicach do czasu, gdy kolega z zespołu, Quinn Allman przygarnął go do swojego rodzinnego domu.

## Życie prywatne
W życiu prywatnym spotykał się z kilkoma dziewczynami, między innymi z Kelly Osbourne, córką legendarnego Ozzy’ego Osbourne'a. W 2004 roku związany był z Kate, swoją koleżanką z dzieciństwa. W lipcu 2004 Kate będąc w ciąży, przedawkowała narkotyki. Zrozpaczony Bert popadł w depresję oraz uzależnił się od narkotyków i alkoholu.
Obecnie Bert jest szczęśliwy, rzucił bowiem narkotyki i wziął ślub z dziewczyną swojego życia, Allison.

## Dyskografia
The Used
- 2001: Demos from the Basement [Demo]
- 2002: The Used
- 2003: Maybe Memories [CD/DVD]
- 2004: In Love and Death
- 2007: Berth [CD/DVD Live] (Nagrany w 2005, wydany w 2007 roku)
- 2007: Lies for the Liars
- 2008: Shallow Believer [EP]
- 2009: Artwork